# Comrie (Perth and Kinross)
Comrie es una localidad situada en el concejo de Perth and Kinross, en Escocia (Reino Unido), con una población estimada a mediados de 2016 de 1920 habitantes.
Se encuentra ubicada en el centro-norte de Escocia, al norte de las ciudades de Glasgow y Edimburgo, y al oeste de Dundee y Aberdeen.